# Ranunculus demissus
Ranunculus demissus es una planta  de la familia de las ranunculáceas.

## Descripción
Es matita totalmente glabra o con ligera pubescencia. Sus hojas basales son orbiculares y profundamente divididas; las caulinares sin peciolo y lineares. En el extremo de los tallitos van las flores aisladas, pequeñas y de pétalos amarillos. Bajo tierra se desarrolla un complejo rizoma cubierto de fibrosidad tupida.

## Distribución y hábitat
Desde la variedad que habita los cascajares nivales de Sierra Nevada hasta las asiáticas hay toda una gama de pequeñas diferencias que halla sus intermedias en las plantas que habita el Atlas y algunas montañas de Grecia y Albania. Se extiende por algunos pedregales montanos del sur de Europa y parece llegar hasta igauales hábitats de Israel y Persia.

## Taxonomía
Ranunculus demissus fue descrita por Augustin Pyrame de Candolle y publicado en Syst. Nat. (Candolle) 1: 275. 1817
Citología
Número de cromosomas de Ranunculus demissus (Fam. Ranunculaceae) y táxones infraespecíficos: 2n=16
Etimología
Ver: Ranunculus
demissus: epíteto latino que significa "bajas, colgantes".